# Modesty Blaise (film)
Modesty Blaise – brytyjska komedia science fiction z 1966 roku w reżyserii Josepha Loseya. Film, wyprodukowany przez Josepha Janniego, został luźno oparty na popularnym komiksie Modesty Blaise autorstwa Petera O’Donnella. O’Donnell współtworzył oryginalną historię, wokół której Evan Jones i Harold Pinter osadzili scenariusz. 
Fabuła filmu obejmuje przygody uzdolnionej przestępczyni Modesty Blaise, która zostaje wplątana w intrygę związaną z przesyłką diamentów. W rolę Modesty wcieliła się Monica Vitti, partnerował jej Terence Stamp jako Willie Garvin i Dirk Bogarde jako nemezis bohaterki, Gabriel. W obsadzie pojawili się również Harry Andrews, Michael Craig, Alexander Knox, Rossella Falk, Clive Revill (w podwójnej roli) oraz Tina Aumont. Ścieżkę dźwiękową skomponował Johnny Dankworth, a muzyczny motyw przewodni, Modesty, został zaśpiewany przez popowy duet David and Jonathan. Modesty była pierwszą anglojęzyczną rolą Moniki Vitti.
Produkcja była naznaczona różnicami kreatywnymi między reżyserem a twórcą komiksu. Losey chciał stworzyć lekki w tonie, inspirowany pop-artem pastisz popularnych w tym czasie filmów szpiegowskich, z kolei materiał źródłowy traktował się stosunkowo poważnie. W rezultacie film miał niewiele wspólnego z komiksem O’Donnella. Do scenariusza wprowadzono liczne zmiany, zastosowano też elementy zgodne z zasadą non sequitur, takie jak awangardowy montaż i scenografię, sekwencje muzyczne i celowe błędy w ciągłości fabularnej.
Modesty Blaise była nominowana do Złotej Palmy na 19. MFF w Cannes w 1966 roku. Mimo to film nie spotkał się z zainteresowaniem krytyków; chwalono go za stronę wizualną i zaskakujący ton, a krytykowano za odejście od materiału źródłowego, zawiłą fabułę i rzekomy „przerost formy nad treścią”. Mieszany odbiór utrzymał się przez dekady po premierze, ale produkcji udało się zgromadzić grono fanów i uzyskać status filmu kultowego.

## Fabuła
Film zaczyna się ujęciem Modesty w łóżku. W pokoju zjawia się Weng, jej lojalny pomocnik, by odczytać jej horoskop z porannej gazety. Chwilę później bohaterka dostaje wiadomość. Jak się okazuje, po zabójstwie jednego z agentów w Amsterdamie, Sir Gerald Tarrant, głowa brytyjskiego wywiadu, zatrudnia Modesty do ochrony przewozu diamentów dla Abu Tahira, szejka niewielkiego królestwa na Bliskim Wschodzie. W zamian za znaczną obniżkę ceny eksportu ropy, brytyjski rząd okresowo organizuje mu transporty cennych kamieni. Modesty zdaje się znakomitą kandydatką, nie tylko dzięki swoim talentom, ale też za sprawą swojej relacji z Abu Tahirem (bohaterka jest bowiem jego adoptowaną córką, darzoną przez niego bezbrzeżnym zaufaniem). Uzdolnionej przestępczyni nie po drodze z przedstawicielami prawa, przystaje jednak na ich propozycję, żądając przy tym zapłaty z góry, pełnego immunitetu oraz zupełnej dowolności w sposobie dostarczenia diamentów.
Przesyłka zwraca uwagę Gabriela, szefa kryminalnej organizacji, i jego pomagierów, sadystycznej Panny Fothergill i księgowego McWhirtera. Cała trójka zamieszkuje ekstrawagancką fortecę na Morzu Śródziemnym. Tuż po powrocie Gabriela z Londynu, Fotherhill, jego osobista ochrona, zabija przebranego za mima wysłannika kolanami, po czym bez wysiłku podnosi ciało i wrzuca je do wody. Tymczasem Modesty żywi przekonanie, że Gabriel nie żyje, wkrótce jednak przekona się, że jest inaczej.
Modesty, z daleka obserwowana przez Sir Geralda, płynie do Amsterdamu, gdzie spotyka się z byłym kochankiem, Paulem Hagenem, agentem służb specjalnych i pomocnikiem Sir Geralda. Odwiedza też wieloletniego partnera „biznesowego”, Williego Garvina. Ten właśnie odświeża znajomość z dawną miłością, Nicole. Jak się okazuje, kobieta może zdobyć informacje na temat Gabriela poprzez iluzjonistę, dla którego pracuje jako asystentka.
Gabriel nasyła na Modesty płatnych zabójców. Bohaterce udaje się ujść z życiem, a nieudolni mordercy zostają zabici przez Pannę Fothergill. Niedługo potem Modesty drażni się z Hagenem – uwodzi go, po czym kradnie jego broń i znika.
Gdy Gabriel dowiaduje się, że Nicole pracuje z Modesty i Williem, postanawia zlecić kolejne zabójstwo. Modesty i Williemu nie udaje się obronić dziewczyny i Nicole ginie. Po tym zdarzeniu oboje pozują na żywą przynętę, chcąc odwrócić uwagę Gabriela. Są przy tym ścigani przez Sir Geralda i porzuconego przez główną bohaterkę Hagena. Zostają na krótko aresztowani, ale udaje im się uciec z pomocą świec dymnych.
Modesty próbuje zinfiltrować łódź, której Gabriel zamierza użyć do przewozu skradzionych diamentów, zostaje jednak przy tym złapana w pułapkę i pojmana. Gabriel ujawnia swój plan, zgodnie z którym chce zmusić Williego, by ukradł diamenty za niego. Motywacją ma być życie lub śmierć Modesty.
Willie z pewnym oporem przystaje na jego propozycję. Udaje mu się przejąć diamenty mimo obserwacji Sir Geralda i Hagena. Wraz z Modesty zostają zabrani przez Gabriela do jego fortecy na wyspie i wtrąceni do cel. Gabriel proponuje Modesty, by się do niego przyłączyła, argumentując, że są sobie równi, ta jednak odmawia. Bohaterom udaje się uciec, zabić Pannę Fothergill i przesłać swoją lokalizację Abu Tahirowi. Szejk zjawia się na wyspie wraz z armią i wdaje się w walkę z najemnikami Gabriela, w której odnosi zwycięstwo. W efekcie diamenty trafiają do prawowitego właściciela.
Później, w obozie na pustyni, szejk zostawia unieruchomionego Gabriela na piasku, by ten się odwodnił. Niespodziewanie na miejscu zjawia się McWhirter w tradycyjnym szkockim stroju, chcąc uwolnić swojego pracodawcę, nikt jednak nie zwraca na niego szczególnej uwagi. Zadowolony z przebiegu zdarzeń szejk pyta Modesty, co może dla niej zrobić. Ona, ku jego rozbawieniu, prosi o diamenty. Oboje wybuchają śmiechem. Nagle bohaterka spogląda w kamerę, tym samym łamiąc czwartą ścianę. Film kończy się, zastygając w stopklatce.

## Obsada
- Monica Vitti jako Modesty Blaise, genialna przestępczyni, okazjonalnie zatrudniana przez brytyjskie tajne służby, które zapewniają jej immunitet ze względu na jej rozległe talenty.
- Terence Stamp jako Willie Garvin, lojalny współpracownik Modesty. Ich relacja sugeruje możliwość zawiązania przez bohaterów związku romantycznego, i ostatecznie tak też się dzieje. W tekście źródłowym ich związek pozostaje czysto platoniczny.
- Dirk Bogarde jako Gabriel, bezwzględny, choć wrażliwy na obrazy przemocy superzłoczyńca. Nemezis Modesty, lubujący się w kampowych manieryzmach.
- Harry Andrews jako Sir Gerald Tarrant, szef brytyjskich służb specjalnych. Nie przepada za Modesty, ale żywi do niej szacunek. Pełni rolę łącznika między nią a służbami.
- Michael Craig(inne języki) jako Paul Hagen, zasadniczy agent brytyjskich służb specjalnych i były kochanek Modesty. Jego postać została stworzona na potrzeby filmu.
- Clive Revill jako McWhirter/szejk Abu Tahir. Pierwsza z postaci to oddany szkocki księgowy Gabriela. Druga to władca niewielkiego królestwa na Bliskim Wschodzie i nieformalny przybrany ojciec Modesty, którą nazywa swoim „synem”. Szejk pełni rolę mentora bohaterki w zastępstwie za obecną w komiksie postać profesora Loba, jest jednak oryginalną postacią, stworzoną na potrzeby filmu.
- Alexander Knox jako Minister, niepewny rządowy biurokrata, któremu przypisane zostaje zadanie ochrony diamentów szejka. Jako że nie czuje się dość wykwalifikowany, zostawia wykonanie zadania swoim podwładnym.
- Rossella Falk(inne języki) jako Panna Clara Fothergill (w napisach końcowych postać występuje pod nazwiskiem samej aktorki), osobista ochrona Gabriela. Znudzona psychopatka, która zabija dla przyjemności. Jej postać została stworzona na potrzeby filmu.
- Tina Aumont(inne języki) jako Nicole (w napisach końcowych występuje jako Tina Marquand), dawna miłość Williego, obecnie pracująca jako asystentka magika w Amsterdamie. Zostaje wplątana w intrygę byłego kochanka przez powiązania swojego pracodawcy z Gabrielem. Jej postać została stworzona na potrzeby filmu.
- Michael Chow jako Weng, oddany lokaj Modesty.
- Scilla Gabel(inne języki) jako Melina
- Joe Melia jako Crevier
- Saro Urzì jako Basilio
- Oliver MacGreevy(inne języki) jako Wytatuowany Mężczyzna
- Jon Bluming(inne języki) jako Hans
- Roberto Bisacco(inne języki) jako Encrico
- John Karlsen(inne języki) jako Oleg
- Robin Hunter(inne języki) jako pilot
- Robin Fox(inne języki) jako Desmond
- Silvan jako iluzjonista

## Produkcja
W 1965 roku Mim Scala, założyciel Scala Browne Agency, zainteresował się komiksem O’Donnella i postanowił pozyskać prawa do postaci. W roli Modesty widział Barbarę Steele, a w roli Williego Michaela Caine’a. Całość miał reżyserować Sidney Gilliat, jednak ostatecznie prawa do filmu trafiły do producenta Josepha Janniego, który reprezentował Monikę Vitti i Josepha Loseya. Ostatecznie rola Williego przypadła Terence’owi Stampowi, a Caine, jego przyjaciel i były współlokator, wystąpił za niego w filmie Alfie.
Modesty Blaise weszła do kin u szczytu popularności filmów o Jamesie Bondzie, która przyczyniła się do powstania wielu podobnych produkcji. Jedne z nich traktowały szpiegowsko-przygodową fabułę poważnie, inne posługiwały się konwencją pastiszu. Reżyser Joseph Losey wraz ze scenarzystami filmu zdecydowali się na podejście komediowe, które zaowocowało kampowym, miejscami surrealistycznym filmem przygodowym. Scenarzysta Harold Pinter dołożył swoje sugestie do ostatecznej wersji scenariusza, co jednak nie zostało odnotowane w napisach końcowych.
Plenery nakręcono w Londynie, Amsterdamie i Neapolu, zaś wnętrza w Shepperton Studios w pobliżu Londynu. Posiadłość Gabriela na wyspie sfilmowano w Castello di Sant’Alessio Siculo na Sycylii (prowincja Mesyna).
Monice Vitti na planie towarzyszył reżyser Michelangelo Antonioni (twórca filmów, które wyniosły aktorkę do poziomu gwiazdy), często podsuwał jej przy tym własne sugestie. Vitti przekładała wskazówki Antonioniego nad propozycje Josepha Loseya, co wywołało konflikt między aktorką a reżyserem. Ostatecznie Losey, admirator twórczości Antonioniego, poprosił reżysera o opuszczenie planu. Dirk Bogarde również wyrażał się niepochlebnie o współpracy z Vitti, twierdząc, że była jedyną wcielającą się w rolę główną aktorką, której nie lubił.
Modesty Blaise zawiera element metafikcji w sekwencji, w której kryjąca się w mieszkaniu Hagena Blaise natrafia na kilka wydań komiksów Petera O’Donnella. Zostają one pokazane w zbliżeniu – wyraźnie widać ilustracje Jima Holdawaya oraz nazwisko twórcy. Według fanów filmu scena ta wskazuje na zamierzone rozróżnienie dwóch „uniwersów”, filmowego i komiksowego.

### Różnice między filmem a komiksem
Oryginalny scenariusz O’Donnella był wielokrotnie przepisywany przez innych twórców. W przedmowach do wznowień jego komiksów (wydanych przez Titan Books), twórca skarżył się na daleko idące zmiany; zgodnie z twierdzeniem artysty, w gotowym filmie można usłyszeć tylko jeden napisany przez niego dialog. Podobieństwa z tekstem źródłowym zostały zachowane w obrębie podstawowej fabuły oraz w budowie postaci.
Niektóre ze zmian są czysto kosmetyczne – poza jedną sceną, w której Vitti upodabnia się do komiksowej Modesty, aktorka przez większość filmu ma blond włosy (zamiast, jak w komiksie, czarne). Również Stamp pojawia się w blond peruce, by stopniowo powrócić do swoich naturalnie ciemnych włosów. Inne zmiany idą głębiej. Złamana została m.in. kardynalna zasada O’Donnella, mówiąca, że jego postacie nigdy nie wchodzą ze sobą w relacje romantyczne; twórca konsekwentnie trzymał się tego postanowienia do zakończenia serii w 2001 roku. W filmie Willie i Modesty stopniowo się w sobie zakochują, postanawiają się też pobrać (co zostaje ogłoszone w obrębie nieoczekiwanego musicalowego numeru, który wypełnia przestój w akcji).
Postać szejka Abu Tahira, mentora i przybranego ojca Modesty (który nadaje jej imię), funkcjonuje w zastępstwie profesora Loba. Szejk jest jednak oryginalną postacią, nie mającą bezpośredniego odwzorowania w komiksie. Inne napisane specjalnie dla filmu postacie obejmują Paula Hagena, Pannę Fothergill, McWhirtera i Nicole.

## Beletryzacja
Przed premierą filmu O’Donnell zaadaptował swoją wersję scenariusza na powieść zatytułowaną Modesty Blaise. Książka odniosła wydawniczy sukces, cieszyła się też dobrymi opiniami krytyków. W efekcie O’Donnell przez następne trzydzieści lat na przemian pracował nad komiksami i powieściami. Jego wersja scenariusza została też użyta jako baza wydanej przez DC Comics powieści graficznej Modesty Blaise (1994).

## Przyjęcie filmu
Według Fox Records, film, by odrobić włożony w niego budżet, powinien był zarobić 5 800 000 dolarów. Nie udało się to – produkcja zarobiła jedynie 4 825 000 dolarów.

## Reakcje krytyków
Modesty Blaise cieszyło się umiarkowanym powodzeniem. Bosley Crowther w recenzji dla The New York Times scharakteryzował film jako „dziwny”. Krytyk chwalił stronę wizualną i warstwę komediową, ganił jednak niekonsekwencję, która rozwadnia satyryczny charakter produkcji. Dalej pisał: „Scenografia, pop-artowe elementy i radosna, nonszalancka ścieżka dźwiękowa są w rzeczy samej jedynymi nieustannie dostarczającymi rozrywki częściami tego barwnego, wariackiego filmu”.
Modesty Blaise była filmem otwarcia na 19. MFF w Cannes. Obraz brał udział w konkursie głównym o Złotą Palmę; ostatecznie jednak przegrał z Kobietą i mężczyzną Claude’a Leloucha oraz Panie i panowie Pietra Germiego.
Komiks adaptowano na potrzeby ekranu jeszcze dwukrotnie: w 1982 roku (Modesty Blaise, w tytułowej roli Ann Turkel) i w 2003 roku (My Name Is Modesty, w tytułowej roli Alexandra Staden). Drugi z filmów, w reżyserii Scotta Spiegela, był prequelem serii; pominięto w nim zupełnie postać Williego Garvina.